# Tiếng Mapuche
Tiếng Mapuche (Mapudungun) là ngôn ngữ của người Mapuche tại Chile và Argentina.